# Ella-Polka
Ella-Polka, op. 160, är en polka av Johann Strauss den yngre. Den framfördes första gången den 11 februari 1855 i Sofiensäle i Wien.

## Historia
1854 tillät kejsaren Frans Josef den unge cirkusdirektören Ernst Renz att anordna kvällsföreställningar med sin cirkustrupp. Fram till dess hade sådana föreställningar varit förbjudna då teatrarna hade haft ensamrätt att spela på kvällarna mellan sju och tio. Ett år senare engagerade Rentz konkurrent Johann Nestroy en ung ryttarinna vid namn "Miss Ella", som red barbacka på Carltheater i hela 51 föreställningar med start den 7 februari. Hennes galoppritt lockade många besökare och även Johann Strauss den yngre fascinerades av "Miss Ella". Endast fyra dagar senare presenterade han en nyskriven polka vid en välgörenhetskonsert (den 11 februari). När Strauss förläggare Carl Haslinger publicerade noterna saknades till allmän förvåning ordet "Miss" i titeln. Men Haslinger visste något som hade undgått Strauss och stora delar av publiken: att "Miss Ella" i själva verket var en man vid namn Olmar Stokes! Så titeln fick bli Ella-Polka.
Vid samma tillfälle spelades även valsen Glossen.

## Om polkan
Speltiden är ca 3 minuter och 25 sekunder plus minus några sekunder beroende på dirigentens musikaliska tolkning.